# 你让我
《你让我》是由瑞典音乐制作人兼DJ艾维奇、音乐人塞勒姆·法基尔、词曲作家文森特·蓬塔雷和制作人阿拉什·普诺里共同创作的歌曲收录在艾维奇首张录音室专辑《True》中，于2013年8月30日作为专辑的第二首曲目发行，第一首为《Wake Me Up》。《你让我》于8月16日在BBC广播一台的《The Pete Tong Show》中全球首播.
据乐谱网站Musicnotes.com显示，《你让我》用降E小调谱写，每分钟120拍。

## 音乐视频
2013年8月30日，杰斯珀·埃里克森（Jesper Eriksson）为《你让我》制作的歌词视频被上传到了艾维奇的VEVO YouTube帐户。这段视频大量使用了微型摄影技术描绘了城市场景（包括曼谷、波鸿、芝加哥和东京）。
由塞巴斯蒂安·林格勒（Sebastian Ringler）执导的官方音乐视频于2013年9月16日在同一频道首播，根据Vevo的说法，“在溜冰场上，些许嫉妒爆发了忍者大战”。截至2020年7月，官方视频的浏览量已超过1.3亿次。

## 曲目列表
数字下载
1. "You Make Me" – 3:53

数字下载 – 混音版
1. "You Make Me" (Extended Mix) – 5:18
2. "You Make Me" (Throttle Remix) – 4:45
3. "You Make Me" (Diplo and Ookay（英语：Ookay） Remix) – 4:07

## 商业表现
《你让我》在英国单曲排行榜上首次上榜并排名第五，比其歌曲《Wake Me Up》在当周高出一位。歌曲还在英国舞曲排行榜上首次上榜便击败了《Wake Me Up》，排名榜单第一。
在美国，《你让我》在2013年10月5日首次登上《公告牌》百强单曲榜第85位，但只上榜了一周时间。

## 在流行文化中
《你让我》被用于ITV2《Freshers》的广告宣传，这是一部关于贝德福德大学新生周的电视纪录片。歌曲也被十大体育网用于2013 - 14年印度和南非进行的板球系列赛。
2014年4月，《你让我》被用作Spotify商业广告《Can't Find the Words?》的背景音乐。

## 榜单和认证
| 榜单（2013年-2014年）                        | 最高排名 |
| -------------------------------------------- | -------- |
| 澳大利亚（澳大利亚唱片业协会單曲榜）         | 12       |
| 奥地利（Ö3四十强单曲榜）                     | 7        |
| 比利时佛兰德（Ultratop五十强单曲榜）         | 20       |
| 比利时瓦隆（Ultratop五十强单曲榜）           | 26       |
| 巴西（《公告牌》百大热曲榜）                 | 19       |
| 加拿大（Canadian Hot 100）                   | 44       |
| 捷克（電台百強單曲榜）                       | 79       |
| 丹麥（Hitlisten单曲榜）                      | 34       |
| 芬兰（芬蘭官方單曲榜）                       | 4        |
| 法国（法國唱片出版業公會單曲榜）             | 58       |
| 德国（德國官方單曲榜）                       | 34       |
| 匈牙利（四十強舞曲榜）                       | 5        |
| 匈牙利（四十强电台榜）                       | 7        |
| 匈牙利（四十強單曲榜）                       | 10       |
| 愛爾蘭（愛爾蘭唱片音樂協會单曲榜）           | 10       |
| 意大利（意大利音乐产业联盟）                 | 54       |
| 墨西哥（拉丁音乐广播盎格鲁榜）               | 20       |
| 荷兰（荷蘭四十強單曲榜）                     | 20       |
| 荷兰（百强单曲榜）                           | 29       |
| 新西兰（新西兰唱片音乐协会单曲榜）           | 32       |
| 挪威（世道單曲榜）                           | 6        |
| 波蘭（波蘭五十強舞曲榜）                     | 21       |
| 罗马尼亚（罗马尼亚百强榜）                   | 76       |
| 蘇格蘭（官方榜单公司單曲榜）                 | 3        |
| 西班牙（西班牙音樂製作協會）                 | 42       |
| 瑞典（瑞典最熱榜）                           | 1        |
| 瑞士（瑞士热门音乐榜）                       | 29       |
| 英國（官方榜单公司單曲榜）                   | 5        |
| 英國（官方榜单公司舞曲榜）                   | 1        |
| 美国（《告示牌》百大單曲榜）                 | 85       |
| 美國（《告示牌》Hot Dance/Electronic Songs） | 11       |
| 美國（《告示牌》Dance Club Songs）           | 7        |

| 榜单（2013年）                    | 排名 |
| --------------------------------- | ---- |
| 匈牙利（四十强舞曲榜）            | 38   |
| 匈牙利（四十强电台榜）            | 72   |
| 荷兰（百强单曲榜）                | 89   |
| 瑞典（瑞典最热榜）                | 29   |
| 英国（官方榜单公司单曲榜）        | 79   |
| 美国（《公告牌》舞曲/电音歌曲榜） | 44   |
| 榜单（2014年）                    | 排名 |
| 匈牙利（四十强舞曲榜）            | 38   |
| 瑞典（瑞典最热榜）                | 90   |
| 美国（《公告牌》舞曲/电音歌曲榜） | 44   |

| 地區                                                       | 认证    | 认证单位/销量 |
| ---------------------------------------------------------- | ------- | ------------- |
| 澳大利亚（澳大利亚唱片业协会）                             | 白金    | 70,000^       |
| 意大利（意大利音乐产业联盟）                               | 金      | 15,000*       |
| 挪威（國際唱片業協會挪威分会）                             | 2× 白金 | 20,000*       |
| 瑞典（瑞典唱片業協會）                                     | 4× 白金 | 160,000‡      |
| 英国（英国唱片业协会）                                     | 金      | 400,000‡      |
| 美国（美國唱片業協會）                                     | 金      | 500,000‡      |
| 流媒体                                                     |         |               |
| 丹麦（國際唱片業協會丹麥分會）                             | 白金    | 1,800,000^    |
| 西班牙（西班牙音樂製作協會）                               | 金      | 4,000,000*    |
| *僅含認證的實際銷量 ^僅含認證的出貨量 ‡僅含認證的+實際銷量 |         |               |

## 发行历史
| 国家     | 日期       | 格式     | 唱片公司 |
| -------- | ---------- | -------- | -------- |
| 澳大利亚 | 2013-08-30 | 数字下载 | 环球音乐 |
| 新西兰   | 2013-08-30 | 数字下载 | 环球音乐 |
| 俄罗斯   | 2013-08-30 | 数字下载 | 环球音乐 |
| 英国     | 2013-09-15 | 数字下载 | 环球音乐 |

## 外部連結
- 豆瓣音乐上《你让我》的資料 （简体中文）